# Se perdo te/Lettera a Gianni
Se perdo te/Lettera a Gianni è il 3° 45 giri di Patty Pravo, pubblicato nel 1967 dalla casa discografica ARC.

## Descrizione
Se perdo te è una cover del brano The Time Has Come, del 1967, scritto da Paul Korda e portata al successo da P. P. Arnold, tradotta in italiano da Sergio Bardotti; molto più lenta rispetto all'originale, perché a un primo ascolto sul giradischi Patty Pravo la sentì a 33 giri invece di 45, preferendo una versione più lenta. Il brano fu incluso nell'album di debutto Patty Pravo. Lettera a Gianni, la canzone sul lato B, fu scritta da Sergio Bardotti e Shel Shapiro dei Rokes, con sonorità beat e non fu inclusa in nessun album; Patty Pravo la presentò nello stesso anno al Cantaeuropa. I due brani sono arrangiati da Ruggero Cini.

## Accoglienza
Il 45 giri non si spinse oltre il 18º posto in hit-parade, risultando il 98° singolo più venduto del 1968.
In compenso, Se perdo te diverrà nel tempo uno dei classici anni sessanta più popolari della musica italiana, continuando ad essere riproposta ad ogni suo concerto da Patty Pravo, che lo ricorderà frequentemente come il brano preferito sia dalla madre che dall'amico Vasco Rossi.

## Tracce
LATO A
1. Se perdo te – 2:54 (testo: Sergio Bardotti – musica: Paul Korda)

LATO B
1. Lettera a Gianni – 2:09 (testo: Sergio Bardotti – musica: Shel Shapiro; edizioni musicali RCA)